# الأزمة المصرفية 2023
خلال شهر آذار / مارس 2023، عانى بنكان كبيران في الولايات المتحدة من فشل مصرفي مع تعرض كبير لقطاعي التكنولوجيا والعملات المشفرة، بينما دخل بنك آخر في التصفية تحت ضائقة مالية.
أعلن البنك الأول، بنك سيلفرجيت الذي تتركز أعماله على العملات المشفرة، أنه سيتوقف عن ممارسة أعماله في 8 آذار / مارس بسبب الخسائر التي تكبدها في محفظة قروضه. بعد ذلك بيومين، حدث هلع مصرفي في بنك وادي السيليكون، الذي كان قد قدم قروضاً كبيرة لشركات التكنولوجيا الناشئة، مما تسبب في انهياره وتولي إدارته من قبل الجهات التنظيمية في ذلك اليوم. وبعد ذلك بيومين في 12 آذار / مارس، قامت الجهات التنظيمية بإغلاق بنك سيغنتشر، وهو بنك يتعامل بشكل متكرر مع شركات العملات المشفرة، وذلك في استثناء منهجي للمخاطر النظمية. كان انهيار بنك وادي السليكون وبنك سيغنتشر ثاني وثالث أكبر فشل بنكي في تاريخ الولايات المتحدة ‏.
رداً على الإخفاقات المصرفية، أعلن مجلس محافظي الاحتياطي الفيدرالي والمؤسسة الفيدرالية للتأمين على الودائع ووزارة الخزانة الأمريكية في بيان مشترك أنه سيتم اتخاذ جميع التدابير الاستثنائية لضمان احترام الودائع في البنوك التي أعلنت فشلها، وهذا بالتزامن مع إعلان مجلس الاحتياطي الفيدرالي بشكل منفصل عن إنشاء برنامج للتمويل المصرفي الآجل من شأنه أن يقدم قروضاً تصل مدتها إلى عام واحد للبنوك وجمعيات الادخار ‏والاتحادات الائتمانية ومؤسسات الودائع ‏ المؤهلة الأخرى التي تقدم ضمانات مناسبة سواءً كانت سندات خزانة أميركية أو ديون وكالات أو أوراق مالية مدعومة بالرهن العقاري أو أي أصول مؤهلة أخرى.

## خلفية
اكتسبت العديد من البنوك الكبيرة داخل الولايات المتحدة تعرضاً كبيراً لسوق العملات المشفرة والشركات المرتبطة بها قبل وأثناء جائحة فيروس كورونا. ومن بين هذه البنوك بنك سيلفرغيت وبنك وادي السيليكون وبنك سيغنتشر والتي انهارات جميعها في آذار / مارس 2023.

### بنك سيلفرغيت
بنك سيلفرغيت هو بنك مقره كاليفورنيا بدأ عملياته في عام 1988 كجمعية إدخار وإقراض ‏. بدأ البنك في تقديم الخدمات المصرفية للجهات الفاعلة في سوق العملات المشفرة في العام 2010. كما سعى البنك للحصول على موافقة الجهات التنظيمية في صيف عام 2014 للقيام بأعمال تجارية مع شركات العملات المشفرة. قام البنك بتوسيع الأصول في ميزانيته العمومية بشكل كبير، حيث ضاعف أصوله في السنة المالية 2017 لتصبح 1.9 مليار دولار، وذلك من خلال خدمة تبادل العملات المشفرة والشركات الأخرى التي شاركت في أعمال العملات المشفرة التي لم تتمكن من تأمين التمويل من البنوك الأكبر والأكثر تحفظاً. وعلى الرغم من نموها السريع، فقد حافظت الشركة على انتشار جغرافي بسيط؛ ففي العام 2018 كان للبنك ثلاثة فروع فقط، تقع جميعها في جنوب كاليفورنيا. بحلول الربع الرابع من عام 2022، أصبحت 90٪ من ودائع البنك مرتبطة بالعملات المشفرة، حيث تم ربط أكثر من مليار دولار من الودائع بـ سام بنكمان فريد.
بالإضافة إلى تقديم الخدمات المصرفية التقليدية لعملائه من العملات المشفرة، عمل البنك كغرفة مقاصة لعملائه من البنوك؛ شارك في أعمال حل المعاملات وتسويتها في الوقت الفعلي من خلال شبكة التبادل سيلفرغيت الخاصة بها. سمحت الشبكة للعملاء بإرسال مدفوعات بالدولار الأمريكي من حساباتهم مع سيلفرغيت إلى حسابات عملاء أخرين للبنك دون الحاجة إلى تحويل بنكي بين البنوك. نظراً للسرعة النسبية لتسوية المعاملات التي تحققت على شبكة سيلفرغيت، قام عدد كبير من شركات العملات المشفرة بإنشاء حسابات مع البنك للاستفادة من أوقات تسوية المعاملات السريعة لديه.

### بنك وادي السيليكون
كان بنك وادي السيليكون (SVB) بنكًا تجاريًا تأسس في عام 1983 ومقره في سانتا كلارا في ولاية كاليفورنيا. حتى انهياره، كان بنك وادي السيليكون هو البنك السادس عشر في الولايات المتحدة وكان يميل بشدة نحو خدمة الشركات والأفراد من صناعة التكنولوجيا. قدم البنك ما يقرب من نصف تمويل شركات الرعاية الصحية والتكنولوجيا الأمريكية المدعومة برأس المال الاستثماري. كانت شركات مثل إير بي إن بي وسيسكو وفيتبيت وبنترست وشركة بلوك من عملاء البنك. بالإضافة إلى تمويل الشركات المدعومة من المشاريع، كان بنك وادي السيليكون معروفاً كمصدر للخدمات المصرفية الخاصة وخطوط الائتمان الشخصية والرهون العقارية لأصحاب المشاريع التقنية. وفقًا لشركة تأمين الودائع الفيدرالية، كان لدى المصرف أصول بقيمة 209 مليار دولار في نهاية عام 2022.

### بنك سيغنتشر
بنك سيغنتشر هو بنك يقع في مدينة نيويورك، تأسس في عام 2001. بدأ البنك كشركة تابعة لبنك هبوعليم الذي حصل على عملاء بأصول تبلغ حوالي 250 ألف دولار، وأقرض الشركات الصغيرة الموجودة في مدينة نيويورك وفي المنطقة الحضرية المحيطة. قدم البنك التمويل في سوق الإسكان في الأبنية التي تضم عدة وحدات سكنية في المنطقة الحضرية لنيويورك بدايةً من عام 2007، على الرغم من أنه بدأ في تقليل تعرضه للسوق خلال العقد الأول من القرن الحادي والعشرين. بحلول عام 2019، بلغت حصة قروض أصحاب الأبنية التي تضم عدة وحدات سكنية في منطقة نيويورك الحضرية أكثر قليلاً من أربعة أعشار قيمة القروض التي منحها البنك، والتي تشكّل 15.8 مليار دولار من صافي قروض البنك آنذاك البالغة حينها 38.9 مليار دولار.
بدأ بنك سيغنتشر مع بداية العام 2018 في جذب عملاء من قطاع العملات المشفرة، وتأمين الموظفين ذوي الخبرة في المنطقة بهدف الابتعاد عن اعتماده على الإقراض العقاري. توسعت كمية الودائع في البنك بشكل كبير، حيث زادت الودائع من حوالي 36.3 مليار دولار في نهاية السنة المالية 2018 إلى 104 مليار دولار بحلول أغسطس 2022 وهو ذات الشهر الذي تجاوزت فيه ودائع الشركات العملات المشفرة أكثر من ربع ودائع البنك المحتفظ بها. تضمن عملاء قطاع العملات المشفرة عدداً كبيراً من مشغّلي تبادل العملات المشفرة، مثل شبكة سلسيوس ‏ وبينانس.، وأصبح بنك سيغنتشر مع بداية العام 2023 ثاني أكبر مزود للخدمات المصرفية لصناعة العملات المشفرة بعد بنك سيلفرغيت.
بالإضافة إلى تقديم الخدمات المصرفية التقليدية لعملاء العملات المشفرة، فتح بنك سيغنتشر شبكة دفع خاصة لاستخدامها بين عملائه من العملات المشفرة. تم افتتاح شبكة الدفع Signet في عام 2019 للعملاء المعتمدين، وسمحت بالتسوية الإجمالية لتحويلات الأموال في الوقت الفعلي ‏ من خلال سلسلة كتل بدون أطراف ثالثة أو رسوم معاملات. ومع نهاية عام 2020، كان لدى بنك سيغنتشر حوالي 740 عميلًا يستخدمون Signet. استمرت الشبكة في التوسع خلال العام 2021 حيث تم دمج تروUSD مع Signet وكذلك تم دمج كوينباس مع Signet خلال العام 2022.

## الاستجابة الفيدرالية

### برنامج التمويل المصرفي الآجل
في استجابة على إخفاقات البنوك في شهر آذار / مارس، اتخذت الحكومة الفيدرالية الأمريكية إجراءات استثنائية للتخفيف من التداعيات في القطاع المصرفي. في 12 آذار / مارس، أنشأ الاحتياطي الفيدرالي برنامج التمويل المصرفي الآجل (BTFP)، وهو برنامج إقراض طارئ يقدم قروضاً تصل مدتها إلى عام واحد للبنوك وجمعيات الادخار ‏والاتحادات الائتمانية ومؤسسات الودائع ‏ المؤهلة الأخرى التي تقدم ضمانات مناسبة سواءً كانت سندات خزانة أميركية أو ديون وكالات أو أوراق مالية مدعومة بالرهن العقاري أو أي أصول مؤهلة أخرى. البرنامج مصمم لتوفير السيولة للمؤسسات المالية، بعد انهيار بنك وادي السيليكون وإخفاقات البنوك الأخرى، ولتقليل المخاطر المرتبطة بالخسائر غير المحققة الحالية في النظام المصرفي الأمريكي والتي بلغت قيمتها الإجمالية أكثر من 600 مليار دولار في وقت إطلاق البرنامج. الممول من خلال صندوق تأمين الودائع، يقدّم البرنامج قروضاً تصل إلى عام واحد للمقترضين المؤهلين الذين يتعهدون كضمان بأنواع معينة من الأوراق المالية، حيث سيتم تقييم الضمان على القيمة الاسمية بدلاً من القيمة السوقية، بحيث يمكن للبنك الاقتراض على قيم الأصول التي لم تتأثر بسلسلة من زيادات أسعار الفائدة منذ عام 2022. قام الاحتياطي الفيدرالي أيضاً بتيسير شروط الاقتراض منه. ستوفر وزارة الخزانة ما يصل إلى 25 مليار دولار من صندوق استقرار سعر الصرف ‏ كدعم للبرنامج.
بالإضافة إلى العمل مع نظرائهم في شركة تأمين الودائع الفيدرالية وخزانة الولايات المتحدة لتوفير السيولة للبنوك من خلال برنامج التمويل المصرفي الآجل، بدأ الاحتياطي الفيدرالي في مناقشة تطبيق أكثر صرامة لاحتياطيات رأس المال ومتطلبات السيولة للبنوك التي تتراوح أصولها وفق ميزانياتها العمومية بين 100 مليار دولار و250 مليار دولار. لا تزال مراجعة اللوائح المرتبطة بالبنوك الإقليمية مستمرة منذ عام 2022، حيث أصبح نائب رئيس مجلس الاحتياطي الفيدرالي مايكل بار ‏ ومسؤولين آخرين في إدارة بايدن قلقين بشكل متزايد بشأن المخاطر التي يتعرض لها النظام المالي من خلال الزيادة السريعة في حجم البنوك الإقليمية.

### التحقيقات
أدى انهيار بنك وادي السيليكون إلى تحقيقات فيدرالية من هيئة الأوراق المالية والبورصات الأمريكية ووزارة العدل الأمريكية. ضمن نطاق كلا التحقيقين، توجد مبيعات الأسهم التي قام بها كبار المسؤولين في بنك وادي السيليكون قبل فترة وجيزة من فشل البنك، في حين أن تحقيق هيئة الأوراق المالية والبورصات يتضمن أيضاً مراجعة للإفصاحات المالية السابقة وغيرها من الإفصاحات المتعلقة بالمخاطر التي قدمها بنك وادي السليكيون لتقييم دقتها واكتمالها.

## التأثيرات الأوسع
سرعان ما أدى انهيار بنك سيلفرغيت إلى هلع مصرفي نحو البنوك لديها ودائع كبيرة غير مؤمنة. تم تطبيق تدقيق شديد وضغط على هذه البنوك، مثل بنك سيغنتشر (الذي فشل يوم الأحد 12 آذار / مارس 2023) وبنك فيرست ريبابليك. بدأ المودعون في نقل الأموال بشكل جماعي من البنوك الأصغر إلى البنوك الأكبر. وفي يوم الاثنين 13 آذار / مارس هبطت أسهم البنوك الإقليمية. وانخفض سعر سهم بنك فيرست ريبابليك بنسبة تجاوزت 65٪. كما انخفض سعر سهم شركة ويسترن ألاينس ‏ بنسبة 82٪ وانخفض سهم شركة باكويست ‏بنسبة 52٪ قبل إيقاف التداول عليه. شهدت البنوك الثلاثة تعافي سعر سهمها في اليوم التالي.
أدلى الرئيس الأمريكي جو بايدن ببيان حول إخفاقات البنوك في 13 آذار / مارس، وأكد أن تدخل الحكومة لم يكن إنقاذاً وأن النظام المصرفي مستقر.
أدت إخفاقات البنوك إلى توقعات بأن الاحتياطي الفيدرالي سوف يوقف مؤقتاً أو بشكل دائم رفع أسعار الفائدة. بدأ التجار اعتباراً من 13 آذار / مارس بتعديل استراتيجياتهم على أمل حدوث ارتفاعات أقل مما كان متوقعاً في السابق. ولكن يعتقد الخبراء الماليون أن برنامج التمويل المصرفي الآجل، مع الممارسة الحديثة المتمثلة في العثور على المشترين الذين سيؤمنون جميع الودائع، ربما يكون قد أزال فعليًا حد تأمين الودائع الخاص بمؤسسة التأمين الفيدرالي.